# DOLLHEART
DollHeart 創立於2003年。
DollHeart 總部及實體店位於香港，是中國和香港第一家以球體關節人形(BJD)服裝及配件為主的品牌

## 設計
Dollheart 初期的設計風格大多以歌德式及蘿莉塔為主，大多為歷史性題材至今已經推出超過1000款不同的設計，亦會與其他娃娃公司和獨立設計師合作推出crossover的設計。其中一款經典的款式是" Fer "，剪裁獨特及有層次感，當時推出白色款後大受歡迎，之后便陸續推出不同的顏色，至今已成為常規性產品，更是 DollHeart 的代表作之一。

## 發展
除推出服裝及配件產品外，Dollheart 同時致力推廣球體關節人形(BJD)此嗜好予大眾，並扶持其他本地 BJD 品牌發展。於2006年在香港舉辦首屆名為 Dollism Plus 的人偶展銷會，Dollism Plus 是華南以至東南亞地區首個具規模的球體關節人形展銷會。此活動對傳播球體關節人形文化起了非常重要的作用。

## 外部連結
- DollHeart官方網站（页面存档备份，存于）（英文）
- DollHeart Facebook Fans Page（页面存档备份，存于）{{en}
- Dollism Plus 香港娃展官方網站（页面存档备份，存于）{{en}